# Одинцівська сільська рада
О́динцівська сільська́ ра́да — адміністративно-територіальна одиниця та орган місцевого самоврядування в Козелецькому районі Чернігівської області. Адміністративний центр — село Одинці.

## Загальні відомості
- Населення ради: 1 115 осіб (станом на 2001 рік)

## Населені пункти
Сільській раді підпорядковані населені пункти:
- с. Одинці
- с. Бабарики
- с. Волевачі
- с. Кошани

## Склад ради
Рада складається з 12 депутатів та голови.
- Голова ради: Лемешко Анатолій Анатолійович
- Секретар ради: Воробей Тетяна Олександрівна

### Керівний склад попередніх скликань
| Прізвище, ім'я, по батькові   | Основні відомості                                                 | Дата обрання | Дата звільнення |
| ----------------------------- | ----------------------------------------------------------------- | ------------ | --------------- |
| Дуля Надія Петрівна           | Сільський голова, 1955 року народження, позапартійна              | 26.03.2006   | 31.10.2010      |
| Лемешко Анатолій Анатолійович | Сільський голова, 1981 року народження, освіта вища, безпартійний | 31.10.2010   |                 |

Примітка: таблиця складена за даними сайту Верховної Ради України

### Депутати
За результатами місцевих виборів 2010 року депутатами ради стали:

#### За суб'єктами висування
| Суб'єкт висування                                       | Кількість обраних депутатів | %    |
| ------------------------------------------------------- | --------------------------- | ---- |
| Партія регіонів                                         | 5                           | 41,7 |
| Політична партія Всеукраїнське об'єднання «Батьківщина» | 4                           | 33,3 |
| Самовисування                                           | 2                           | 16,7 |
| Українська соціал-демократична партія                   | 1                           | 8,3  |

#### За округами
| № округу                                                | Прізвище, ім'я, по батькові      | Дата визнання обраним | Освіта             | Партійна приналежність                        | Відомості про обраного депутата     |
| ------------------------------------------------------- | -------------------------------- | --------------------- | ------------------ | --------------------------------------------- | ----------------------------------- |
| Партія регіонів                                         |                                  |                       |                    |                                               |                                     |
| 1                                                       | Савченко Станіслав Володимирович | 02.11.2010            | середня            | член Партії регіонів                          | Кошанівський лісгосп, тракторист    |
| 2                                                       | Клепець Григорій Денисович       | 02.11.2010            | середня            | член Партії регіонів                          | Кошанівський лісгосп, механік       |
| 5                                                       | Сак Степан Іванович              | 02.11.2010            | середня            | член Партії регіонів                          | Кошанівський лісгосп, водій         |
| 7                                                       | Хоменко Володимир Анатолійович   | 02.11.2010            | середня            | член Партії регіонів                          | тимчасово не працює                 |
| 12                                                      | Науменко Михайло Петрович        | 02.11.2010            | середня            | член Партії регіонів                          | пенсіонер                           |
| Політична партія Всеукраїнське об'єднання «Батьківщина» |                                  |                       |                    |                                               |                                     |
| 3                                                       | Клепець Валентина Іванівна       | 07.11.2010            | середня            | член Всеукраїнського об'єднання «Батьківщина» | приватний підприємець               |
| 4                                                       | Воробей Тетяна Олександрівна     | 02.11.2010            | середня спеціальна | позапартійна                                  | тимчасово не працює                 |
| 6                                                       | Лемешко Анатолій Олексійович     | 02.11.2010            | середня            | член Всеукраїнського об'єднання «Батьківщина» | пенсіонер                           |
| 11                                                      | Вершковська Любов Григорівна     | 02.11.2010            | вища               | член Всеукраїнського об'єднання «Батьківщина» | пенсіонер                           |
| Українська соціал-демократична партія                   |                                  |                       |                    |                                               |                                     |
| 9                                                       | Голівець Валентина Григорівна    | 02.11.2010            | середня            | позапартійна                                  | Одинцівська сільська рада, секретар |
| Самовисування                                           |                                  |                       |                    |                                               |                                     |
| 8                                                       | Шевченко Іван Михайлович         | 02.11.2010            | середня            | позапартійний                                 | тимчасово не працює                 |
| 10                                                      | Шевченко Ірина Олександрівна     | 02.11.2010            | середня            | позапартійна                                  | тимчасово не працює                 |